# Salindres
Salindres è un comune francese di 3 122 abitanti situato nel dipartimento del Gard, nella regione dell'Occitania.
Dal 5 settembre 2015 è gemellata con il comune italiano di Santa Croce sull'Arno.

## Società

### Evoluzione demografica
Abitanti censiti